# Ismaïl Caïd Essebsi
Pour les articles homonymes, voir Famille Caïd Essebsi.
Ismaïl Caïd Essebsi, de son nom complet Abou El Fida Ismaïl Caïd Essebsi (arabe : أبوالفداء إسماعيل قائد السبسي), mort le 31 mai 1870 à Tunis, est un homme politique tunisien.

## Biographie

### Jeunesse

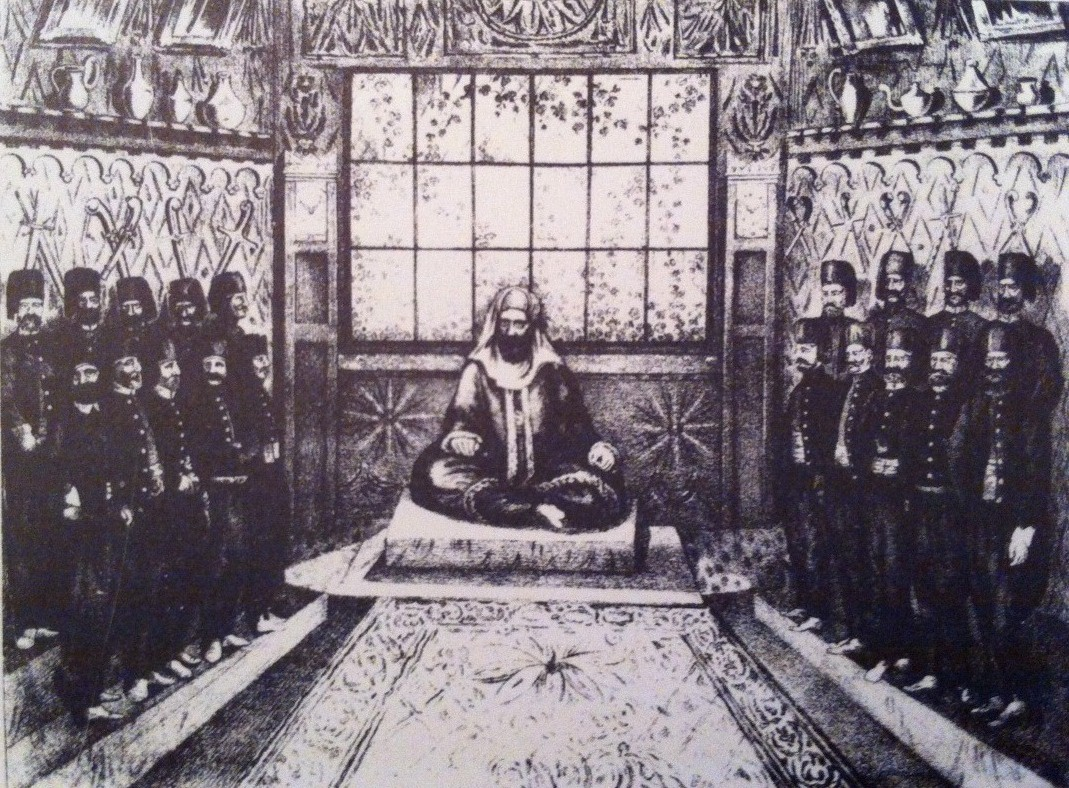
Hussein II Bey entouré de ses dignitaires mamelouks en tenues européennes en 1835.

Capturé sur les côtes de Sardaigne au début du XIXe siècle par des corsaires tunisiens, le jeune Ismaïl est introduit dans le palais du Bardo pour y être élevé avec les mamelouks du sérail du bey de Tunis, contrairement à la majorité des mamelouks qui sont directement envoyés au sein du corps de garde du bey, les « mamelouks du vestibule ». Les éducateurs du palais le chargent du cérémonial lié à la consommation de tabac (titre de caïd essebsi), poste convoité en raison de sa proximité avec le souverain. En effet, plusieurs beys avaient été empoisonnés par le tabac ou le café et préféraient donc s'entourer de personnes de confiance pour ces fonctions. Le docteur Louis Frank note en 1816 que « le service intérieur des appartements du palais est fait par six jeunes garçons italiens qui ont été enlevés il y a quelques années par quelques corsaires sur les côtes de la Toscane ou de la Sicile ».

Selon Ibn Abi Dhiaf, il est remarqué par Hussein Bey, encore prince héritier, qui l'adopte et le fait élever avec ses propres enfants, notamment Mohammed Bey. En 1829, l'officier Fillipi insiste sur l'assimilation de ces mamelouks aux membres de la famille beylicale : 
« Les mamelouks du sérail sont entièrement entretenus, armés et équipés aux frais du bey et des princes auprès desquels ils ont été placés ; aussi étalent-ils un luxe incroyable. »
 Un indice révélateur, ces mamelouks appellent le bey baba (père) et non sidi (monseigneur) comme le reste des sujets. Le parcours de Caïd Essebsi est singulier car c'est le seul mamelouk tunisien d'origine italienne à avoir réussi à s'élever à de hautes fonctions politiques et à avoir fait souche en Tunisie.
Il est retrouvé, quelques années plus tard, par son père, un négociant italien, mais refuse de retourner avec lui en Sardaigne, en lui répondant qu'il appartient dorénavant à cette terre musulmane.

### Caïd et fermier fiscal
Le jeune Ismaïl, objet d'attention d'Hussein II Bey et de ses fils, gravit peu à peu les échelons au sein de la cour et acquiert plusieurs caïdats et fermes fiscales lucratives.

#### Administration des greniers de l'État

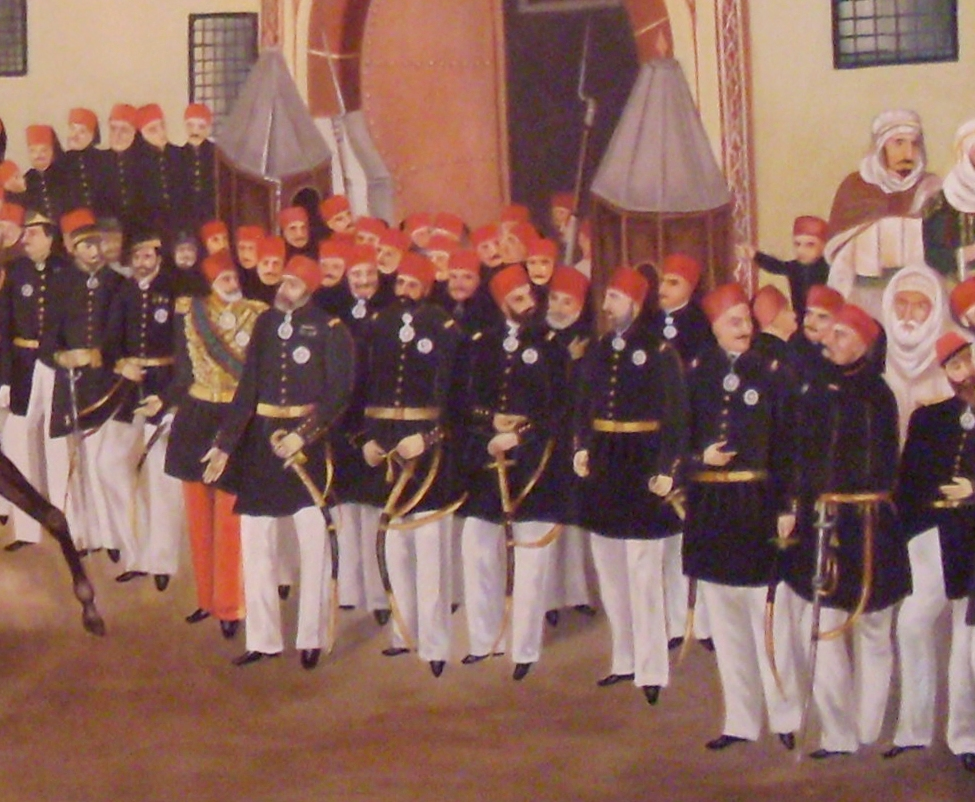
État-major et conseillers de Mohammed Bey assistant à une revue militaire devant le palais de Ksar Saïd.

En 1856, son frère d'adoption, Mohammed Bey, le nomme à son conseil privé et lui accorde la charge des greniers de l'État (wakil el râbta) situés dans la forteresse du même nom, entre Le Bardo et les remparts de Tunis,. Il assure de ce fait l'approvisionnement du pays en grain et en céréales, acquérant un peu plus tard la ferme fiscal sur les fourrages.
Créée lors des réformes des années 1840 par Ahmed Ier Bey, cette administration, composée de nombreux secrétaires et témoins-notaires, est chargée de la régulation et de l'approvisionnement des grandes villes en céréales. De plus, son rôle est prépondérant dans la fiscalité de la régence car elle prélève l'ushur, une dîme en nature ponctionnée sur les céréales des vallées de la Medjerda et du nord de la Tunisie à travers ses multiples offices à Mateur, Béja, Nabeul et Soliman. Le caïd de ce fermage garde pour lui les surplus de cet impôt, d'où le fait que l'administration de la râbta est très convoitée et entraîne beaucoup d'abus sous le règne d'Ahmed Ier Bey, de la part de proches du pouvoir, et particulièrement du caïd Mahmoud Ben Ayed jusqu'en 1852. Lors de son accession au trône, Mohammed Bey la confie donc à son frère d'adoption, unanimement salué comme digne de confiance selon Ibn Abi Dhiaf, qui s'installe non loin de La Rabta, dans la médina de Tunis.
Caïd Essebsi quitte en effet la cour du Bardo et se construit l'un des plus grands palais de la médina, le Dar Caïd Essebsi, au numéro 11 de la rue Nfefta, dans le quartier de Bab Lakouas, près de Bab Bnet. Ce joyau d'architecture arabe, mélange de styles et de matériaux tunisiens et italiens, est un monument classé. Le bey lui confie également la reconstruction de tout le quartier de Bab Lakouas (mosquée, hammam public, médersa, etc.) en usant de ses revenus fiscaux.

#### Administration de la Ghaba
En 1858, il est nommé caïd de la ghaba, chargé de la gestion et de la surveillance de la forêt d'oliviers de la région de Tunis. Celle-ci est alors l'objet de vols et d'un mauvais entretien car située hors de la ville ; les propriétaires, dont le bey lui-même et l'État husseinite, voient leurs revenus diminuer. La réorganisation de l'impôt sur l'huile d'olive, principale ressource agricole du pays, nécessite une gestion plus stricte dont Caïd Essebsi tire encore une fois des louanges.
Mohammed Bey est un souverain plus conservateur que son prédécesseur, Ahmed Ier Bey, ou son successeur et frère Sadok. Caïd Essebsi, en homme très pieux, adhère au discours de son souverain, qui est plus nuancé sur les réformes et donc les dépenses engagées sous le règne précédent. Au lendemain de la mort en 1859 de son protecteur Mohammed Bey, Caïd Essebsi est intégré à l'état-major et au conseil privé du frère cadet de celui-ci, Sadok Bey, avec le grade de général. Toutefois, son influence sur le nouveau souverain s'amoindrit au détriment des jeunes réformateurs occidentalisés de l'ère Ahmed Bey. En plus des fermes fiscales acquises anciennement, il est nommé vers 1864, caïd de Mateur, dans le Nord fertile de la Tunisie.
Les sources familiales indiquent qu'il épouse l'une des filles de son père adoptif, Hussein Bey. Il marie ensuite ses filles avec des membres de familles du makhzen beylical, notamment le ministre et général Rustum, puis avec le général et garde des sceaux Chedly Saheb Ettabaâ, lui-même fils du ministre Mustapha Saheb Ettabaâ et de la princesse Mahbouba Bey. Ses deux fils aînés, Hassan et Hassine, font carrière dans la garde beylicale, sous le règne de Sadok Bey, et son plus jeune fils, qu'il nomme Mohammed Bey en l'honneur de son protecteur, devient lui aussi caïd. Il est l'arrière-grand-père de l'homme politique Béji Caïd Essebsi.

#### Pression fiscale
Les multiples réformes entreprises par Ahmed Ier Bey, puis par son cousin Sadok Bey, coûtent cher à l'État tunisien. De plus, l'arrivée au pouvoir de ministres peu compétents, notamment Mustapha Khaznadar puis Mustapha Ben Ismaïl, les multiples détournements de fonds publics et une année de sécheresse, consécutive à la révolte de la mejba en 1864, plongent le pays et sa population dans le marasme.
Malgré cela, la pression fiscale s'alourdit, via la création de nouveaux impôts, et la dîme a du mal à être payée par les petits paysans. À partir de 1867, Khaznadar contraint Caïd Essebsi de verser des sommes de plus en plus importantes en puisant dans ses multiples fermes fiscales et caïdats. Il ne peut néanmoins accomplir sa tâche et, devant le malheur de ses administrés, puise dans sa propre caisse la somme des prélèvements fiscaux liés à l'ushur au trésor public. Après sa mort, en 1870, l'administration des greniers de l'État, l'une des principales sources de revenus fiscaux, finit par être mise sous tutelle de la commission financière internationale chargée de contrôler le passif de l'État en faillite.
Presque ruiné, il prépare son retrait des affaires mais meurt peu après chez lui, durant la prière. Il est inhumé dans le mausolée de la famille husseinite, le Tourbet El Bey.